# Picea jezoensis
Picea jezoensis là một loài thực vật hạt trần trong họ Thông. Loài này được (Siebold & Zucc.) Carrière miêu tả khoa học đầu tiên năm 1855.